# Katena (geologia)
Katena – toposekwencja, prawidłowe następstwo geokompleksów w profilu rzeźby, ukazujące oddziaływanie takich czynników jak: podłoże geograficzne, forma stoku, stosunki mikroklimatyczne, zbiorowiska roślinne i ich siedliska; analiza następstwa geokompleksów umożliwia wyjaśnienie lub zbadanie ich powiązań oraz poznanie sposobu funkcjonowania środowiska przyrodniczego, termin katena jest stosowany głównie przez geologów, geomorfologów i gleboznawców.